# Las Breñas

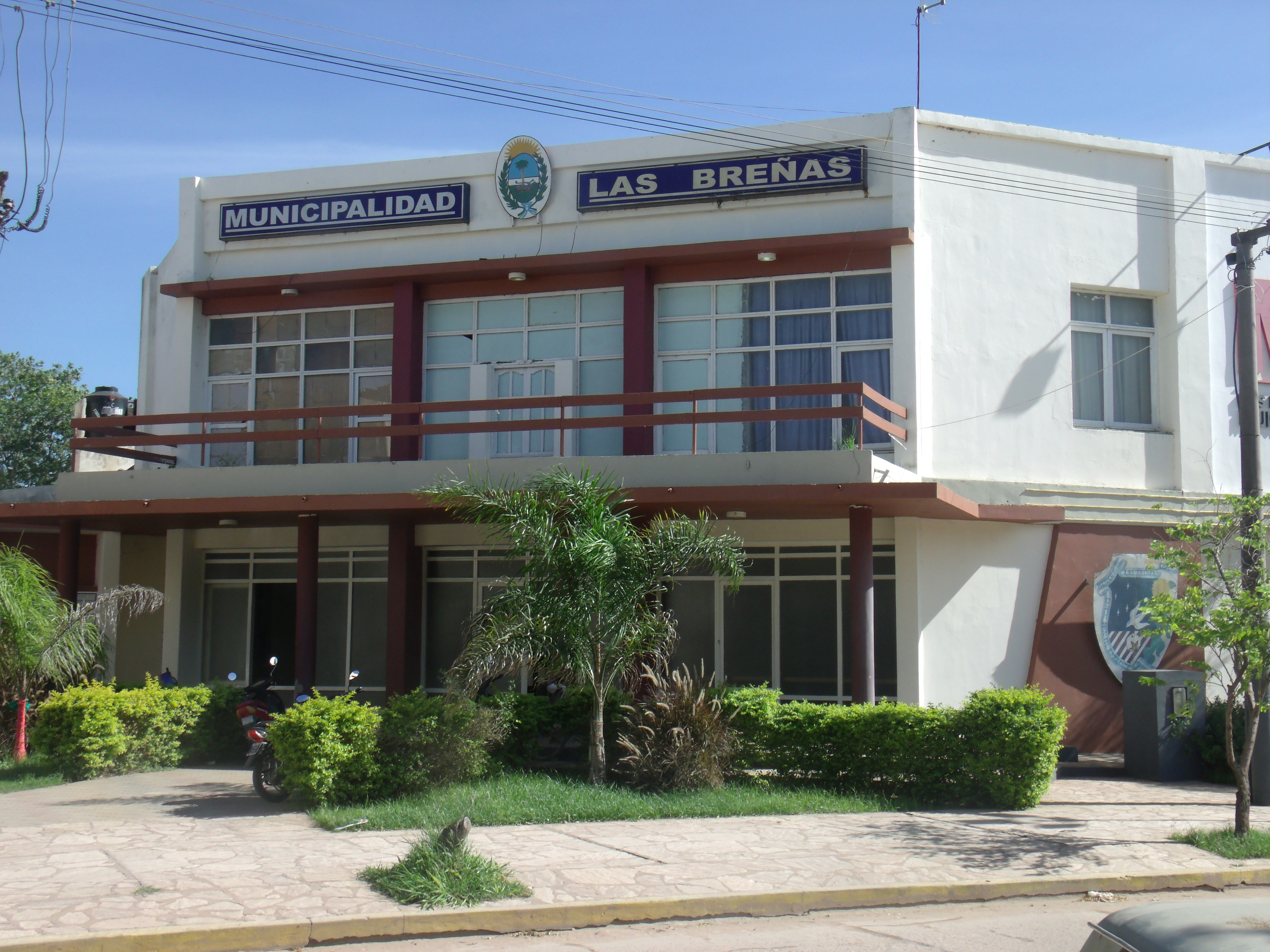

Las Breñas é uma cidade da Argentina, localizada na província de Chaco.